# Ścięgna (województwo świętokrzyskie)
Ścięgna ─ wieś w Polsce położona w województwie świętokrzyskim, w powiecie kieleckim, w gminie Zagnańsk.
Wieś leży około 10 km na północ od Kielc, w niewielkiej odległości (około 2 km) od drogi ekspresowej nr 7. Przebiega przez nią droga wojewódzka nr 750.
W latach 1975–1998 miejscowość administracyjnie należała do województwa kieleckiego.